# Zwinge (Sonnenstein)
Zwinge is een dorp in de Duitse deelstaat Thüringen. Het dorp maakt deel uit van de landgemeente Sonnenstein in de Landkreis Eichsfeld. Tot 1 december 2011 was het dorp een zelfstandige gemeente.

## Geschiedenis
Zwinge wordt in 1334 voor het eerst genoemd.

## Ontwikkeling inwonersaantal
Het verloop van het aantal inwoners in Zwinge is als volgt: (31 december)
| - 1994 - 452 - 1995 - 457 - 1996 - 466 - 1997 - 465 | - 1998 - 469 - 1999 - 462 - 2000 - 448 - 2001 - 441 | - 2002 - 440 - 2003 - 451 - 2004 - 454 |

Bron: Thüringer Landesamt für Statistik